# Serie A
Serie A je najmočnejša nogometna liga v Italiji. Sponzor tekmovanja je italijanski mobilni operater TIM, zato je uradno ime tekmovanja Serie A TIM. Od sezone 2004/2005 naprej, se v ligi nahaja 20 klubov. V posamezni sezoni vsak z vsakim odigra dve tekmi, eno na domačem in eno na gostujočem igrišču. Skupno število odigranih krogov je 38. Zadnji trije klubi na prvenstveni lestvici ob koncu sezone izpadejo v Serie B. Prva dva kluba na prvenstveni lestvici Serie B v Serie A napredujeta neposredno, tisti klubi, ki pa so uvrščeni na mesta od tri do šest, pa odigrajo nekakšen mini turnir, ki določi tretjega udeleženca Serie A za prihodnjo sezono. Turnir se igra po naslednjem sistemu: tretji proti šestemu in četrti proti petemu, zmagovalca obeh parov pa se v dveh medsebojnih tekmah pomerita za vstop v Serie A. 
Serie A v današnji obliki je bila ustanovljena leta 1929. Od leta 1898 do 1929 je tekmovanje potekalo v regionalnih skupinah.
Naslov prvaka Italijani popularno imenujejo Scudetto. Scudetto je našit znak v barvah italijanske zastave, ki ga zmagovalec pretekle sezone Serie A nosi na dresu v tekoči sezoni. Najuspešnejši klub je Juventus z 32 naslovi, sledijo pa mu Milan (18), Inter (18) in Genoa (9). Za vsakih deset osvojenih naslovov klubski logotip pridobi zlato zvezdico. Juventus ima tako tri, Milan in Inter pa po eno.
Aktualni prvak je Juventus.

## Ekipe 2017-18
- Atalanta Bergamasca Calcio (Bergamo)
- Benevento Calcio (Benevento)
- Bologna F.C. 1909 (Bologna)
- Cagliari Calcio (Cagliari)
- A.C. Chievo Verona (Verona)
- F.C. Crotone (Crotone)
- ACF Fiorentina (Firence)
- Genoa C.F.C. (Genova)
- Hellas Verona F.C. (Verona)
- Internazionale Milano F.C. (Milano)
- Juventus FC (Torino)
- S.S. Lazio (Rim)
- A.C. Milan (Milano)
- S.S.C. Napoli (Neapelj)
- A.S. Roma (Rim)
- U.C. Sampdoria (Genova)
- U.S. Sassuolo Calcio (Sassuolo)
- S.P.A.L. 2013 (Ferrara)
- Torino Calcio (Torino)
- Udinese Calcio (Videm)

## Prvaki
| - 1898 - Genoa Cricket & Athletic Club - 1899 - Genoa Cricket & Athletic Club - 1900 - Genoa Cricket & Football Club - 1901 - Milan Cricket & FC - 1902 - Genoa C&FC - 1903 - Genoa C&FC - 1904 - Genoa C&FC - 1905 - Juventus FC - 1906 - Milan FC - 1907 - Milan FC - 1908 - U.S. Pro Vercelli Calcio - 1909 - Pro Vercelli - 1910 - Internazionale - 1911 - Pro Vercelli - 1912 - Pro Vercelli - 1913 - Pro Vercelli - 1914 - A.S. Casale Calcio\|Casale - 1915 - Genoa C&FC - 1916-19 - prvenstva ni bilo zaradi prve svetovne vojne - 1920 - Internazionale - 1921 - Pro Vercelli - 1922 - CCI: Pro Vercelli; FIGC: US Novese - 1923 - Genoa C&FC - 1924 - Genoa C&FC - 1925 - Bologna FC - 1926 - Juventus FC - 1927 - FC Torino - 1928 - FC Torino - 1929 - Bologna - 1929-30 - Ambrosiana SS - 1930-31 - Juventus FC - 1931-32 - Juventus FC - 1932-33 - Juventus FC - 1933-34 - Juventus FC - 1934-35 - Juventus FC - 1935-36 - Bologna - 1936-37 - Bologna - 1937-38 - Ambrosiana-Internazionale - 1938-39 - Bologna - 1939-40 - Ambrosiana-Internazionale - 1940-41 - Bologna - 1941-42 - AS Roma - 1942-43 - Torino - 1944-45 - prvenstva ni bilo zaradi druge svetovne vojne - 1945-46 - Torino - 1946-47 - Torino - 1947-48 - Torino - 1948-49 - Torino - 1949-50 - Juventus FC - 1950-51 - AC Milan - 1951-52 - Juventus FC - 1952-53 - Internazionale - 1953-54 - Internazionale |  | - 1954-55 - AC Milan - 1955-56 - Fiorentina - 1956-57 - AC Milan - 1957-58 - Juventus FC - 1958-59 - AC Milan - 1959-60 - Juventus FC - 1960-61 - Juventus FC - 1961-62 - AC Milan - 1962-63 - Internazionale - 1963-64 - Bologna - 1964-65 - Internazionale - 1965-66 - Internazionale - 1966-67 - Juventus FC - 1967-68 - AC Milan - 1968-69 - Fiorentina - 1969-70 - Cagliari - 1970-71 - Internazionale - 1971-72 - Juventus FC - 1972-73 - Juventus FC - 1973-74 - S.S. Lazio - 1974-75 - Juventus FC - 1975-76 - Torino - 1976-77 - Juventus FC - 1977-78 - Juventus FC - 1978-79 - AC Milan - 1979-80 - Internazionale - 1980-81 - Juventus FC - 1981-82 - Juventus FC - 1982-83 - AS Roma - 1983-84 - Juventus FC - 1984-85 - Hellas Verona - 1985-86 - Juventus FC - 1986-87 - SSC Napoli - 1987-88 - AC Milan - 1988-89 - Internazionale - 1989-90 - SSC Napoli - 1990-91 - UC Sampdoria - 1991-92 - AC Milan - 1992-93 - AC Milan - 1993-94 - AC Milan - 1994-95 - Juventus FC - 1995-96 - AC Milan - 1996-97 - Juventus FC - 1997-98 - Juventus FC - 1998-99 - AC Milan - 1999-00 - SS Lazio - 2000-01 - AS Roma - 2001-02 - Juventus FC - 2002-03 - Juventus FC - 2003-04 - AC Milan - 2004-05 - Internazionale - 2005-06 - Internazionale - 2006-07 - Internazionale - 2007-08 - Internazionale - 2008-09 - Internazionale - 2009-10 - Internazionale - 2010-11 - AC Milan - 2011-12 - Juventus FC - 2012-13 - Juventus FC - 2013-14 - Juventus FC - 2014-15 - Juventus FC - 2015-16 - Juventus FC - 2016-17 - Juventus FC |  |  |

| 1. 31 - Juventus 2. 18 - A.C. Milan 3. 18 - Internazionale 4. 9 - Genoa 1893 5. 7 - Bologna, Torino Calcio, Pro Vercelli 6. 3 - A.S. Roma 7. 2 - Fiorentina, Lazio, SSC Napoli 8. 1 - Casale, Novese, Cagliari, Hellas Verona, UC Sampdoria |